# Hilary Hahn

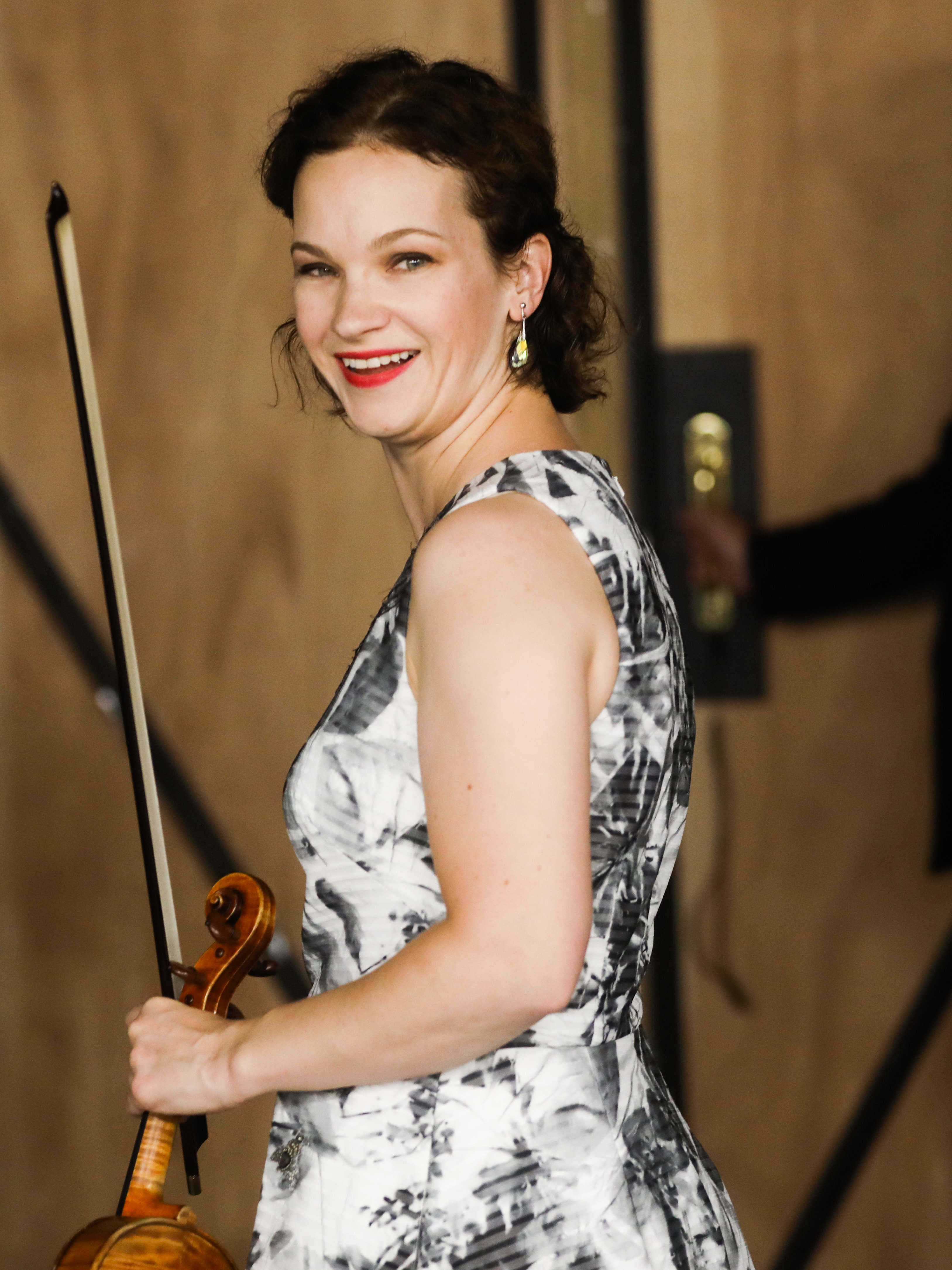
Hilary Hahn (2019)

Hilary Hahn (* 27. November 1979 in Lexington, Virginia) ist eine US-amerikanische Violinistin.

## Leben und Wirken
Hilary Hahn wuchs in Baltimore auf. Ihre Vorfahren stammen aus Bad Dürkheim in der Pfalz. Sie spricht als einzige ihrer Familie Deutsch, außerdem lernte sie Französisch und Japanisch.
Bereits im Alter von drei Jahren erhielt sie ersten Geigenunterricht nach der Suzuki-Methode und wurde zwei Jahre später von Klara Berkovich unterrichtet, einer Vertreterin der russischen Violinschule aus Odessa. Mit sechs Jahren trat sie erstmals öffentlich auf, mit zehn Jahren gab sie ihr erstes Solokonzert. Ab 1989 wurde sie am Curtis Institute of Music in Philadelphia von Jascha Brodsky unterrichtet, der als Schüler von Eugène Ysaÿes in der belgischen Tradition stand. 1999 absolvierte sie ihr Bachelor-Degree am Curtis Institute of Music.
1991 gab Hahn im Alter von 12 Jahren ihr Debüt mit dem Baltimore Symphony Orchestra. In Europa debütierte sie 1993  mit dem Budapester Festival Orchester in Ungarn. Bei ihrem ersten Auftritt in Deutschland im Jahr 1995 mit dem Symphonieorchester des Bayerischen Rundfunks unter der Leitung von Lorin Maazel interpretierte sie Beethovens Violinkonzert. Ein Jahr später folgte ihr Debüt in der Carnegie Hall.
Hahn konzertierte seither international mit bedeutenden Dirigenten und Orchestern, darunter London Symphony Orchestra, Berliner Philharmoniker, Wiener Philharmoniker, Wiener Symphoniker, BBC Philharmonic Orchestra, Philharmonia Orchestra, Israel Philharmonic Orchestra, New York Philharmonic, Philadelphia Orchestra, Chicago Symphony Orchestra, Pittsburgh Symphony Orchestra, Cleveland Orchestra, Houston Symphony Orchestra, San Francisco Symphony, Singapore Symphony Orchestra und Rundfunksinfonieorchester wie das Orchestre Philharmonique de Radio France oder das SWR Symphonieorchester und viele andere. Sie absolvierte Tourneen durch die USA, Südamerika, Europa und nach Japan (mit den Berliner Philharmonikern), und gastierte bei internationalen Festivals, zum Beispiel Festspiele Mecklenburg-Vorpommern, Schleswig-Holstein Musik Festival, Rheingau Musikfestival, Gstaad Menuhin Festival, Verbier Festival, Ravinia Festival, Marlboro Festival, Montpellier Festival, Tanglewood und Aspen Festival.
2007 spielte sie mit dem Radio-Sinfonieorchester Stuttgart unter der Leitung von Gustavo Dudamel anlässlich des 80. Geburtstags von Papst Benedikt XVI. im Vatikan.
Seit 2009 ist Hahn Mitglied im Freundeskreis des Festspielhauses Baden-Baden, einem gemeinnützigen Verein zur Unterstützung des Festspielhauses.
Sie lebte mehrere Jahre in New York City und zog 2016 gemeinsam mit ihrem Mann, mit dem sie zwei Töchter hat, nach Cambridge (Massachusetts).

## Repertoire

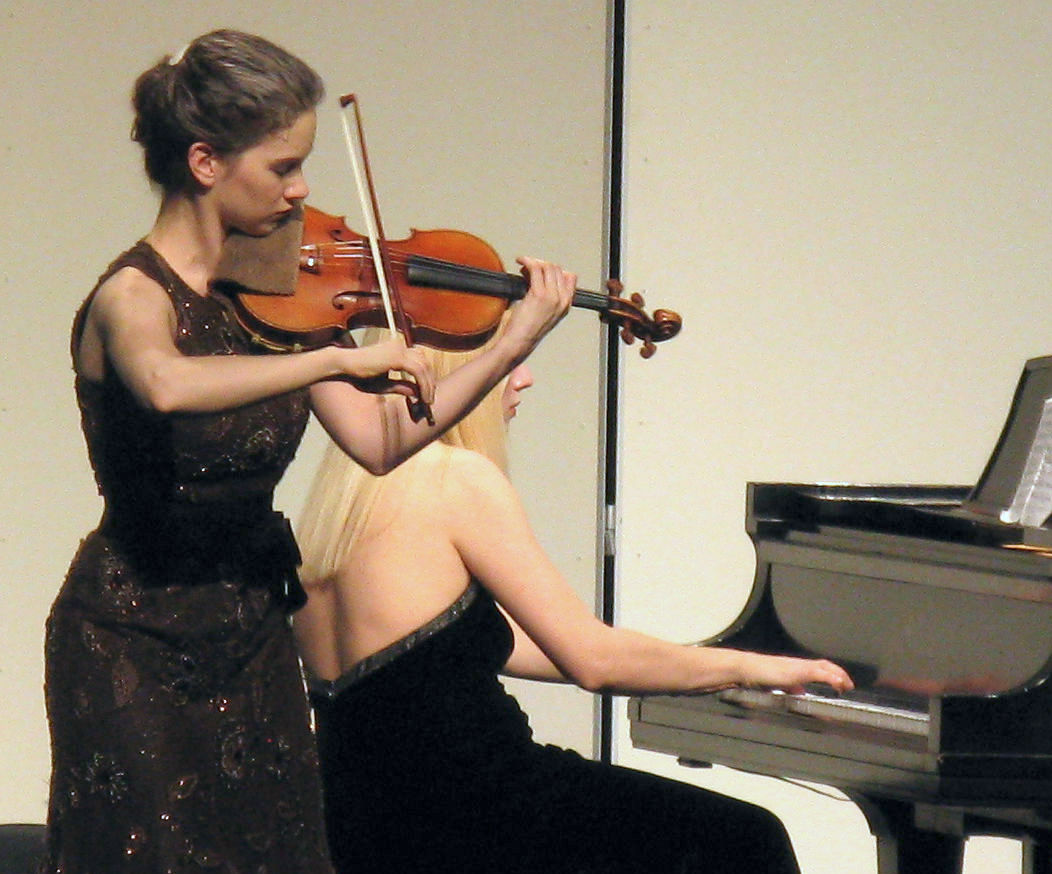
Hilary Hahn mit Valentina Lisitsa (2009)

Hilary Hahns Repertoire umfasst Werke des musikalischen Barock bis hin zur zeitgenössischen Musik, dazu zählen auch seltener gespielte Werke wie das Violinkonzert von Igor Strawinski.  Als CD-Debüt spielte sie 1997 eine Sonate und zwei Partiten für Violine solo von Johann Sebastian Bach ein. Im Jahr 2000 erschien die Aufnahme des Hilary Hahn gewidmeten Violinkonzerts von Edgar Meyer. Ebenfalls spielte sie zum Hollywood-Film The Village die Filmmusik von James Newton Howard. Im Rahmen von genreübergreifender Zusammenarbeit trat sie in Crossover-Duos mit den Singer-Songwritern Josh Ritter und Tom Brosseau auf, auch im Rahmen von Tourneen. Außerdem ist sie in den Songs To Russia My Homeland auf dem Album Worlds Apart und Witch’s Web auf dem Album So Divided der amerikanischen Rockband Trail of Dead zu hören.

## Instrumente
Hilary Hahn spielt unter anderem auf zwei Violinen des französischen Geigenbauers Jean Baptiste Vuillaume, ein Guarneri-del-Gesù-Modell aus dem Jahr 1864, das sie seit ihrem 14. Lebensjahr spielt, und eine Stradivari-Kopie aus dem Jahr 1865. Sie benutzt französische und englische Bögen aus dem 19. Jahrhundert, beispielsweise ein vorrangig auf dem Stradivari-Modell verwendetes Exemplar von James Tubbs.

## Diskografie (Auswahl)
- Hilary Hahn Plays Bach (Sony Classical; 1997)
- Beethoven Violin Concerto,  Bernstein Serenade. Mit dem Baltimore Symphony Orchestra, Dirigent: David Zinman (Sony Classical; 1999)
- Barber & Meyer: Violin Concertos. Mit The Saint Paul Chamber Orchestra, Dirigent: Hugh Wolff (Sony Classical; 2000)
- Brahms, Stravinsky: Violin Konzerte. Mit der Academy of St. Martin in the Fields, Dirigent: Neville Marriner (Sony Classical; 2001)
- Mendelssohn: Violin Concerto; Schostakowitsch: Violin Concerto No. 1. Mit dem Oslo Philharmonic Orchestra, Dirigent: Marek Janowsky (Sony Classical; 2002)
- Bach Concertos. Mit dem Los Angeles Chamber Orchestra; Allan Vogel, Oboe; Dirigent: Jeffrey Kahane (Deutsche Grammophon; 2003)
- Elgar: Violin Concerto; Vaughan Williams: The Lark Ascending. Mit dem London Symphony Orchestra, Dirigent: Colin Davis (Deutsche Grammophon; 2004)
- Mozart: Violin Sonatas K. 301, 304, 376 & 526. Mit Natalie Zhu, Klavier  (Deutsche Grammophon; 2005)
- Paganini. Violin Concerto No. 1; Spohr: Violin Concerto No. 8. Mit dem Swedish Radio Symphony Orchestra, Dirigent: Eiji Ōue (Deutsche Grammophon; 2006)
- Schoenberg, Sibelius: Violin Concertos. Mit dem Swedish Radio Symphony Orchestra, Dirigent: Esa-Pekka Salonen (Deutsche Grammophon; 2008)
- Bach: Violin & Voice. Mit u. a. Matthias Goerne, Bariton; Christine Schäfer, Sopran; Münchener Kammerorchester, Dirigent: Alexander Liebreich  (Deutsche Grammophon; 2010)
- Higdon & Tschaikowski: Violin Concertos. Mit dem Royal Liverpool Philharmonic Orchestra, Dirigent: Vasily Petrenko  (Deutsche Grammophon; 2010)
- Charles Ives: Four Sonatas. Mit Valentina Lisitsa, Klavier (Deutsche Grammophon; 2011)
- Silfra. Hilary Hahn & Hauschka. Improvisationen mit Hauschka (Deutsche Grammophon; 2012)
- In 27 Pieces: The Hilary Hahn Encores. 27 Zugaben von verschiedenen Komponisten, komponiert für Hilary Hahn.[7] Mit Cory Smythe, Klavier (Deutsche Grammophon; 2013)
- Mozart 5, Vieuxtemps 4 – Violin Concertos. Mit der Deutschen Kammerphilharmonie Bremen, Dirigent: Paavo Järvi (Deutsche Grammophon 2015)
- Retrospective. (Deutsche Grammophon; 2018)
- Hilary Hahn Plays Bach: Sonatas 1 & 2, Partita 1. (Decca; 2018)
- Hilary Hahn – 6 Partitas by Antón García Abril. (Decca; 2019)
- Paris. Chausson, Prokofiev, Rautavaara. Mit dem Orchestre Philharmonique de Radio France, Dirigent: Mikko Franck  (Deutsche Grammophon; 2022)
- Eclipse. Dvořák, Ginastera, Sarasate. (Violinkonzerte und Carmen-Fantasie) Mit dem hr-Sinfonieorchester, Dirigent: Andrés Orozco-Estrada  (Deutsche Grammophon; 2022)
- Eugène Ysaÿe – Six Sonatas for Violin solo (Deutsche Grammophon; 2023)

## Filme
- 2006: Hilary Hahn – A Portrait (DVD) – Filmporträt und Konzertmitschnitt des Korngold Violin-Konzertes mit dem DSO unter Kent Nagano. Regie: Benedict Mirow
- 2020: Hilary Hahn – Evolution of an artist, Langzeitdokumentation von 2003 bis 2019, Regie: Benedict Mirow[14]

## Auszeichnungen
- 1995: Avery Fisher Career Grant
- 1998: Diapason d’or für das Bach-Album
- 1999: Echo Klassik und Diapason d’or für das Beethoven-Bernstein-Album
- 2000: Bestenliste der deutschen Schallplattenkritik und Echo Klassik für das Meyer-Barber-Album und Nominierung des Meyer-Barber-Albums für einen Grammy Award
- 2001: „Cannes Classical Award“ für das Meyer-Barber-Album und „America’s Best Young Classical Musician“ (Time Magazine)
- 2002: Grammy als „Best Instrumental Soloist Performance with Orchestra“ für das Brahms-Stravinsky-Album
- 2004: Bestenliste der deutschen Schallplattenkritik für das Elgar-Vaughan Williams-Album und für die Musik zum Spielfilm „The Village“ und Nominierung der Musik zum Spielfilm „The Village“ für einen Oscar in der Kategorie Beste Filmmusik
- 2007: Echo Klassik in der Kategorie „Klassik für Kinder“ für das Album „Die Geige“ aus der Reihe „Der kleine Hörsaal“
- 2008: „Artist of the Year“ (Gramophone Award)
- 2009: Grammy für ihre Aufnahme der Violinkonzerte von Schönberg und Sibelius
- 2011: Echo Klassik in der Kategorie „Konzerteinspielung des Jahres / Violine“ für ihre Aufnahme der Violinkonzerte von Jennifer Higdon und Tschaikowski
- 2014: „Glashütte Original MusikFestspiel-Preis“ (Preis der Dresdner Musikfestspiele). Hahn will das Preisgeld für viele kleinere Projekte stiften.[15]
- 2015: Grammy in der Kategorie Beste Kammermusik-/Kleinensembledarbietung (Best Chamber Music/Small Ensemble Performance) für In 27 Pieces: The Hilary Hahn Encores, zusammen mit Cory Smythe
- 2024: Avery Fisher Prize[16]
- 2025: Doctor of Music ehrenhalber,  Curtis Institute[17]